# Villeneuve (Aveyron)
Villeneuve – miejscowość i gmina we Francji, w regionie Oksytania, w departamencie Aveyron. W 2013 roku jej populacja wynosiła 2005 mieszkańców. 